# Två man om en änka (1933)
Två man om en änka är en svensk komedifilm från 1933 i regi av John Lindlöf. Filmen är baserad på pjäsen Der Regimentspapa från 1914 av Richard Kessler och Heinrich Stobitzer. I huvudrollerna ses Gösta Ekman, Tollie Zellman och Thor Modéen. 

## Handling
39:an Karlsson är kalfaktor hos ryttmästare Rosencrona vid hästgardet i Stockholm. 39:an Karlsson är en mycket stilig ung man som anförtror sig till sin fästmö Elsa att hans arbetsgivare ryttmästaren har en stor skuld till sina regementskamrater. För att lösa det så har ryttmästaren förlovat sig med fröken Lundvall, dotter till den förmögna änkefru Lundvall. 
Dagen före bröllopet har ryttmästare Rosencrona en svensexa för sina vänner. Rosencrona pratar då med fabrikant Ström, som har blivit förälskad i änkan Lundvall. Ström vill gärna fria till henne men han blir stum varje gång han försöker komma till skott med sitt frieri. Brudparet åker bort på sin bröllopsresa och Rosencrona lämnar därmed 39:an Karlsson hos änkefrun som blir väldigt förtjust i honom och för hans ungdom och elegans skull. 
När 39:an sedan skall hjälpa Ström med att uppträda som hans böneman, kastar sig änkan om halsen på honom och tolkar det hela som att det är 39:an som friat till henne. Nu är kärleksförvecklingarna snart i full gång... 

## Om filmen
Inspelningen av filmen skedde i Filmstaden, Råsunda av filmfotografen Julius Jaenzon.  
Filmen premiärvisades 26 december 1933 på biograferna Skandia i Stockholm, Röda Kvarn i Uppsala, Röda Kvarn i Örebro och Konsert i Sundsvall. Den visades i Sveriges Television 1957.

## Rollista i urval
- Gösta Ekman – Nr 39 Ludwig Karlsson, kalfaktor
- Martin Öhman – Öhman, hovsångare
- Tollie Zellman – Emilia Lundvall, änka
- Gull-Maj Norin – Karin Lundvall, hennes dotter
- Bengt Djurberg – Paul Rosencrona, ryttmästare
- Thor Modéen – Ström, fabrikör
- Åke Ohberg – Harry Garpman
- Maritta Marke – Elsa
- Ilse-Nore Tromm – Märy
- Anna-Lisa Baude – Stina
- Jullan Jonsson – Johanna
- Ulwa Wiman – Viola
- Wiktor "Kulörten" Andersson – plåtslagare